# Erenhot

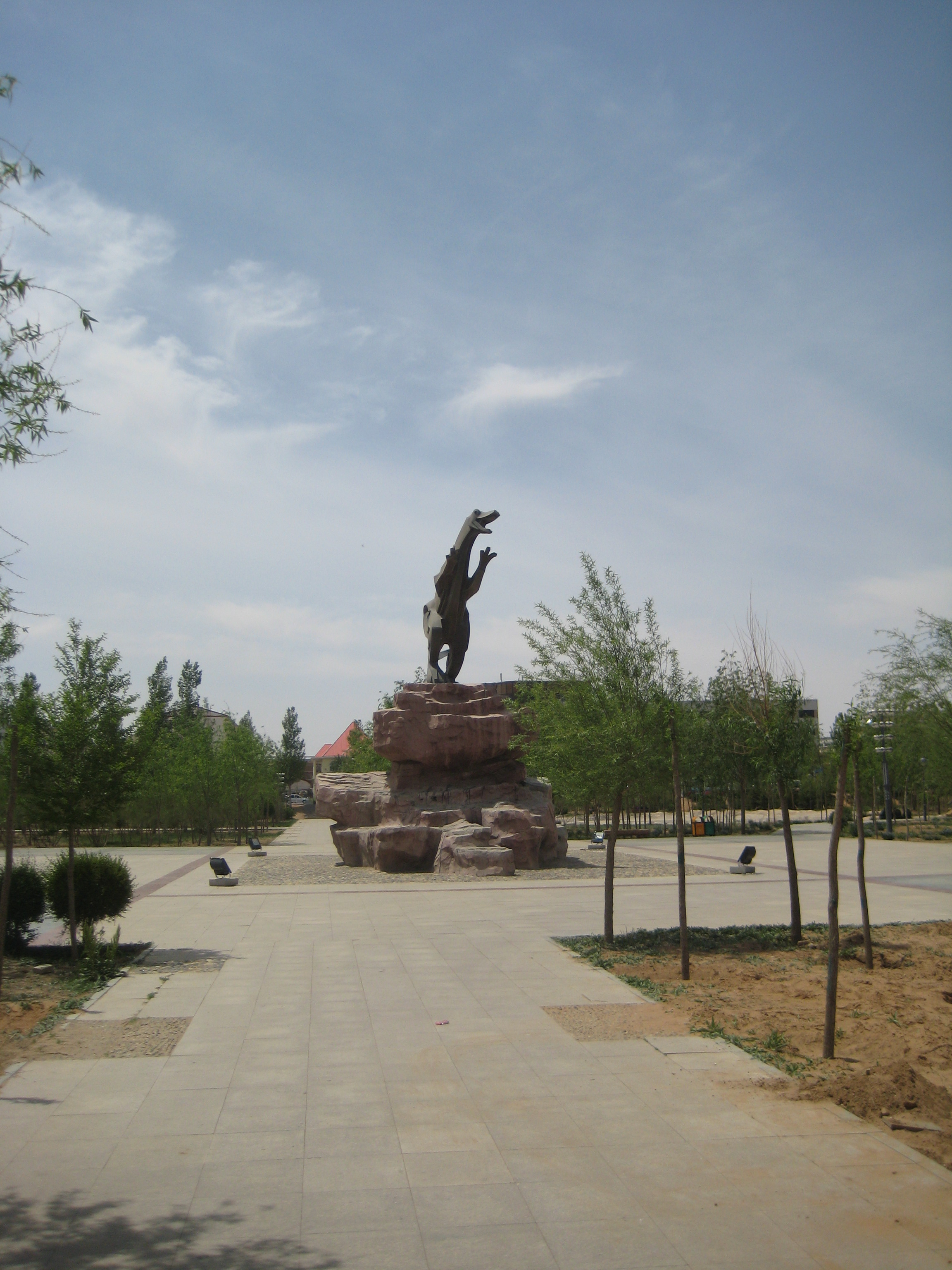
Monumento di dinosauro nel parco locale

Erenhot, Erlian o Erieen, ovvero ᠡᠷᠢᠶᠡᠡ
ᠬᠣᠲᠠ(Eriyen qota) nella scrittura mongola tradizionale; Эрээн хот (Ėrėėn hot) in mongolo e russo; in cinese:二连浩特. è una città situata nel deserto del Gobi. Dal punto di vista amministrativo fa parte della Lega di Xilin Gol, nella provincia cinese della Mongolia Interna.
La città è situata al confine con la Mongolia ed un grande arco multicolore segna la frontiera stradale appena fuori la città.
Essendo una città di frontiera, Erenhot è stata dotata di una notevole gamma di strutture per i residenti e per i viaggiatori che attraversano il confine, tra queste un attrezzato ospedale.
Sfruttando il transito di viaggiatori, vi sono stati aperti una notevole quantità di piccoli negozi, che di norma accettano i dollari o gli euro.
Le banche cinesi di Erenhot non trattano valuta mongola (tugrik), come invece avviene dall'altro lato del confine a pochi chilometri di distanza, in territorio mongolo, negli uffici della stazione ferroviaria della cittadina di Zamyn-Ùùd.
La città di Erenhot è un importante punto di sosta sulla Ferrovia Transmongolica, che connette la Ferrovia Transiberiana ad Ulan-Udė (Russia), attraverso la Mongolia con la rete ferroviaria della Cina. Ad Erenhot, per via della differenza di scartamento ferroviario tra Mongolia e Cina (1520 mm quello russo-mongolo, 1435 mm quello normale usato in Cina), occorre effettuare la sostituzione dei carrelli delle vetture ferroviarie. Questa operazione piuttosto lenta e complessa si effettua sollevando le vetture e facendo scorrere i carrelli da sostituire. Per un treno di normali dimensioni occorrono circa quattro ore di lavoro.
È in programma l'adozione di un sistema automatizzato per il cambio dello scartamento, che adotta carrelli speciali a ruote traslabili sull'assale, e del macchinario di spostamento delle ruote, che si ritiene possa essere il SUW 2000 della azienda polacca ZNTK, già consolidato nell'uso del cambio di scartamento 1520/1435 nell'Est Europeo.
Erenhot è inoltre l'ultima località servita dall'Autostrada 208 della rete stradale cinese, presso il confine mongolo.
La ferrovia e la strada che attraversano il confine permettono un flusso sostenuto di traffico interfrontaliero alimentato dagli abitanti locali.
Nella regione desertica circostante, e soprattutto nei giacimenti di un vicino lago salato, sono stati trovati diversi reperti di dinosauri, il ché spiega la presenza di un museo a loro dedicato e di molte opere e decorazioni locali ispirate a essi, come ad esempio un arco che attraversa la strada costituito dalla riproduzione in scala naturale di due Sauropodi.